# Laurie Hughes
Laurie Hughes (né le 2 mars 1924 à Liverpool (Angleterre), mort le 9 septembre 2011) est un footballeur anglais, qui évoluait au poste de défenseur à Liverpool et en équipe d'Angleterre.
Hughes n'a marqué aucun but lors de ses trois sélections avec l'équipe d'Angleterre en 1950. 

## Carrière
- 1943-1960 :  Liverpool [3]

## Palmarès

### En équipe nationale
- 3 sélections et 0 but avec l'équipe d'Angleterre en 1950

### Avec Liverpool
- Champion d'Angleterre en 1947
- Finaliste de la Coupe d'Angleterre en 1950